# Yūya Ōsako
Yūya Ōsako (jap. 大迫勇也 Ōsako Yūya; ur. 18 maja 1990 w Kasedzie) – japoński piłkarz występujący na pozycji napastnika w japońskim klubie Vissel Kobe oraz w reprezentacji Japonii.

## Kariera klubowa
Osako profesjonalną karierę rozpoczął w klubie Kashima Antlers. Zimą 2014 roku przeniósł się do niemieckiego TSV 1860 Monachium. Latem 2014 przeszedł do 1. FC Köln.

## Kariera reprezentacyjna
W reprezentacji Japonii zadebiutował 21 lipca 2013 roku w meczu przeciwko Chinom. Na boisku pojawił się w 87 minucie meczu.

## Sukcesy
Kashima
- Mistrzostwo Japonii: 2009
- Puchar Ligi Japońskiej: 2011, 2012
- Puchar Cesarza: 2010